# 親愛的外人
《親愛的外人》（日语： Osanago Warera ni Umare）是一部2017年8月26日上映的日本電影。
本片改編自直木獎暢銷作家重松清1996年出版的同名原著小說。由三島有紀子執導，荒井晴彥 編劇。主演包括淺野忠信、田中麗奈、宮藤官九郎與寺島忍。

## 角色
| 演員       | 角色     |
| 淺野忠信   | 田中信   |
| 田中麗奈   | 田中奈苗 |
| 宮藤官九郎 | 澤田     |
| 寺島忍     | 友佳     |
| 南沙良     | 薫       |
| 鎌田來樹   | 沙織     |
| 新井美羽   | 恵理子   |
| 水澤紳吾   |          |
| 池田成志   |          |

## 獲獎紀錄
2017年 蒙特婁世界電影節
- 評審團特別大獎
第9屆TAMA映画賞
- 最優秀男優賞 (浅野忠信)
第42屆報知電影獎
- 最佳女配角 (田中麗奈)
- 最佳導演 (三島有紀子)
第91屆電影旬報獎
- 最佳女配角 (田中麗奈)
- 年度十佳 第4位
- 讀者選年度十佳 第5位
第72屆每日電影獎
- 最佳女配角 (田中麗奈)
2018年度大阪電影節
- 最佳女配角 (田中麗奈)
- 最佳攝影 (大塚亮)
第41屆山路文子電影獎
- 最佳電影
- 最佳女主角 (田中麗奈)
映畫藝術 年度十佳 第2位
日本網絡電影大獎
- 年度十佳 第8位
- 最佳女配角 (田中麗奈)
-第27屆日本電影專業大獎
- 年度十佳 第2位
- 最佳男主角 (浅野忠信)
2017年度全國映連獎
- 年度十佳 第7位
- 男演員獎 (浅野忠信)
- 女演員獎（田中麗奈)

## 外部連結
- 互联网电影数据库（IMDb）上《親愛的外人》的资料（英文）